# 里卡多·斯蒂尔
里卡多·斯蒂尔（Ricardo Steer，1982年6月8日—），是一名哥伦比亚足球运动员，现在效力于中国足球超级联赛球队哈尔滨毅腾。

## 职业生涯
里卡多出道于哥伦比亚球队麦德林独立，此后先后加盟哥斯达黎加球队泽伦顿市政和布鲁日。2009年7月25日，中国足球超级联赛球队长春亚泰宣布签入里卡多。里卡多在2009赛季下半赛季表现出色，出场14次打进7个进球。
2010赛季，里卡多的状态有所下滑，出场23次仅有3球进帐，赛季结束后长春亚泰并没有和他续约。2011年3月，里卡多加盟中国足球甲级联赛球队广东日之泉。虽然他在2011赛季中出场23次，取得8个进球，但始终未能完全融入球队，季后即被球队放弃。2012年2月27日，里卡多经试训后转投哈尔滨毅腾。